# Großbarkau
Großbarkau là một đô thị thuộc huyện Plön, trong bang Schleswig-Holstein, nước Đức. Đô thị Großbarkau có diện tích 2,93 km², dân số thời điểm 31 tháng 12 năm 2006 là 193 người.